# Special Olympics Kuba
Special Olympics Kuba (englisch: Special Olympics Cuba) ist der kubanische Verband von Special Olympics International, der weltweit größten Sportbewegung für Menschen mit geistiger Beeinträchtigung und Mehrfachbeeinträchtigung. Ziel ist die sportliche Förderung dieser Personengruppe und die Sensibilisierung der Gesellschaft für sie. Außerdem betreut der Verband die kubanischen Athletinnen und Athleten bei den Special Olympics Wettbewerben.

## Geschichte
Special Olympics Kuba wurde 1983 mit Sitz in Havanna gegründet.

## Aktivitäten
2015 waren 66.100 Athletinnen, Athleten und Unified Partner sowie 5.170 Trainer bei Special Olympics Kuba registriert.
Der Verband nahm 2016 an den Programmen Athlete Leadership, Healthy Athletes, Young Athletes, Motor Activities Training Program (MATP), Volunteer Program, Youth Activation, Family Support Network und Unified Sports teil, die von Special Olympics International ins Leben gerufen worden waren.

### Sportarten
Folgende Sportarten wurden 2016 vom Verband angeboten:
- Badminton (Special Olympics)
- Baseball (Special Olympics)
- Basketball (Special Olympics)
- Beach Volleyball
- Floor Hockey
- Fußball (Special Olympics)
- Handball (Special Olympics)
- Kraftdreikampf (Special Olympics)
- Leichtathletik (Special Olympics)
- Radsport (Special Olympics)
- Rhythmische Sportgymnastik (Special Olympics)
- Schwimmen (Special Olympics)
- Softball (Special Olympics)
- Tennis (Special Olympics)
- Tischtennis (Special Olympics)
- Triathlon (Special Olympics)
- Turnen (Special Olympics)
- Volleyball (Special Olympics)

### Teilnahme an Weltspielen vor 2020
- 2011 Special Olympics World Summer Games, Athen
- 2015 Special Olympics World Summer Games, Los Angeles, USA (13 Athletinnen und Athleten)
- 2019 Special Olympics, World Summer Games, Abu Dhabi (8 Athletinnen und Athleten)[3]

### Teilnahme an den Special Olympics World Summer Games 2023 in Berlin
Special Olympics Kuba nahm an den Special Olympics World Summer Games 2023 teil. Die Betreuung der Delegation wurde vor den Spielen im Rahmen des Host Town Program an den Landkreis Weilheim-Schongau vergeben. Das Team gewann bei diesen Weltspielen  drei Gold-, drei Silber- und zwei Bronzemedaillen.